# Echiniscus viridisssimus
Echiniscus viridisssimus är en djurart som tillhör fylumet trögkrypare, och som beskrevs av Márton Péterfi 1956. Echiniscus viridisssimus ingår i släktet Echiniscus och familjen Echiniscidae. Inga underarter finns listade i Catalogue of Life.